# GODZILLA ゴジラ
『GODZILLA ゴジラ』（原題: Godzilla）は、2014年のアメリカ合衆国の怪獣映画。『モンスター・ヴァース』の1作目。日本映画のシリーズ『ゴジラ』のリブート作品である。
レジェンダリー・ピクチャーズがゴジラのキャラクター使用許諾を得て製作した海外版ゴジラ。アメリカ合衆国の映画におけるゴジラ作品では、1998年の『GODZILLA』（いわゆるエメリッヒ版）に次いで2作目である。
日本での通称は、「レジェンダリーゴジラ」「ギャレス版」など。

## 概要
日本の「ゴジラシリーズ」のリブートを取り入れ、アメリカ合衆国の資本で制作された『GODZILLA』以来16年振りの作品である。また、日本でゴジラ映画が公開されるのは、2004年公開の『ゴジラ FINAL WARS』以来、10年振りとなった。ワーナー・ブラザース映画 = レジェンダリー・ピクチャーズ提供、レジェンダリー・ピクチャーズ製作。
着ぐるみを用いた特殊撮影（特撮）によって制作していたそれまでの日本の作品と異なり、シリーズで初めてモーションキャプチャーを用いたフルCGを用いてVFXによって怪獣が描かれている。
物語には、大地震、大津波、原発事故など、東日本大震災を彷彿とさせる要素を取り入れている。

## ストーリー
1999年、フィリピンでの炭鉱崩落事故を調査中の芹沢猪四郎博士らは、ウラン採掘現場の深部で巨大な恐竜のような生物の化石を発見する。化石には別種の生物の繭が寄生しており、付近には巨大な何かがはい出たような痕跡が残っている。一方、日本の雀路羅（じゃんじら）市にある原子力発電所に勤務する核物理学者のジョー・ブロディは、原子炉直下で発生する不可解な地震について調査を要請する。ジョーの妻で技師のサンドラが原子炉の安全確認に向かうが、突如起こった巨大な揺れによって原子炉が暴走し、原発は倒壊し、付近は閉鎖された。
15年後、ブロディ夫妻の息子でアメリカ海軍爆弾処理班のフォード大尉は任務を終えてサンフランシスコの自宅へ戻るやいなや、父のジョーが日本で警察に身柄を拘束されたという知らせを受け、日本へ向かう。ジョーは妻の命を奪った原発事故の真相を探るべく、立入禁止区域となった原発跡地に侵入し逮捕されていた。原発跡で15年前と同じ事態が起きつつある兆候を察知したジョーは、釈放されるとフォードと共に禁止区域へ再侵入する。一帯は放射能汚染を受けておらず、二人は当時の居宅に残されたデータを回収するも、付近をパトロールしていた武装集団に捕まり、原発跡地内の研究施設へ連行される。
施設内にはかつての地震の原因となった巨大な繭があり、「モナーク」と称する秘密機関が調査を行っていたが、すでに繭は羽化を開始していた。羽化を遂げた生物は研究施設を破壊して東へ飛び去り、施設の倒壊に巻き込まれたジョーは致命傷を負い、救助されるも命を落とす。芹沢らはジョーの遺した情報を持つフォードとともに原子力空母「サラトガ」にてムートーと名付けられた巨大生物を追う。モナークの目的は、ペルム紀末の大量絶滅を生き延びたゴジラなど太古の巨大生物を研究し、その存在を社会から隠蔽することだった。芹沢はムートー排除のため天敵のゴジラも再び現れると推測する。
ムートーは洋上でロシア海軍アクラ型原子力潜水艦を襲い、その核燃料を捕食するためオアフ島に上陸する。怪獣はさらにホノルル市街に侵攻し米軍と交戦するが、間もなくしてそこにムートーを追って来たゴジラが60年ぶりに地上に姿を現す。両者は空港で対峙するがムートーは飛行して逃亡、それを追うゴジラも海へ消えた。
一方、アメリカのユッカマウンテン放射性廃棄物処分場に保管されていたフィリピンの繭から新たなムートーが羽化し、ラスベガスを破壊しさらに西へと進行する。ジョーの遺したデータを分析した芹沢は、日本に現れたムートーが雄、ユッカマウンテンから現れた個体が雌であり、2体のムートーは繁殖のために同じ場所を目指していると断定する。
サンフランシスコ湾で3体の怪獣が衝突すると推測する海軍タスクフォース指揮官のステンツ提督は、芹沢の反対を押し切って戦略核兵器の使用許可を得る。ミサイルから取りはずされた核弾頭の起爆には電磁パルスの影響を受けないアナログ式の時限装置を使用し、3匹の怪獣を太平洋上へ誘引し、殲滅する作戦が実行されることになった。米軍は2基の核弾頭を列車でサンフランシスコへ輸送しようと試みるが、雌のムートーの襲撃を受けて弾頭1基を飲み込まれてしまう。もう1基の弾頭はサンフランシスコ湾内への輸送には成功するものの、海上で雄のムートーに奪われ、雌がサンフランシスコ市街地に築いた巣へ運ばれる。弾頭の時限装置はムートーによる強奪直前にすでにカウントダウンを開始しており、数時間後には逃げ遅れた市民約10万人が核爆発に巻き込まれてしまう。フォードは弾頭起爆阻止を目的とした軍の特殊部隊に参加し、HALO降下によってサンフランシスコ市内へ突入する。
湾内に浮上したゴジラは軍の迎撃を受けながらゴールデンゲートブリッジを破壊し市街地へ侵攻。ゴジラはフォードの妻のエルが勤める病院の近くで2体のムートーと交戦する。その傍らにあるムートーの巣でフォードたち特殊部隊は弾頭を発見するが、時限装置のカバーの破損状態が思ったよりも激しく、すぐさま装置を停止させることは出来なかった。そのため、部隊は船で弾頭を洋上へと持ち去り、少しでも市街地から引き離す作戦に移行する。一方フォードはムートーがすでに巣に無数の卵を産み付けていることに気付き、瓦礫の中で横転しているタンクローリーのガソリンを利用し受精卵もろとも巣全体を爆破する。
ゴジラは2体のムートーの連携攻撃に苦戦を強いられていたが、巣が爆破されたことに気を取られた雌のムートーが戦闘を中断したことで形勢が逆転、放射熱線を放ち雌のムートーを一時的に戦闘不能にし、さらに襲ってきた雄のムートーを強烈な尻尾の一撃で倒す。一方で核弾頭を奪われたことに気付いた雌のムートーが復活し部隊を壊滅させ、さらにフォードに迫るが、追って来たゴジラに直接放射熱線を口内に放たれ絶命する。だが、エネルギーを消耗したゴジラもその場に崩れ落ちた。核弾頭はフォードによって小型船で洋上へ運ばれ、彼が救助された後で遥か遠くの沖合いで大爆発した。
翌朝、フォードは避難所のオー・ドットコー・コロシアムに訪れ、そこでエルら家族との再会を果たす。一方で、瓦礫の中で倒れ死んだと思われていたゴジラが覚醒し、海へ戻り始めた。その姿を捉えたテレビ映像には「怪獣王は救世主か？」というテロップが躍っている。万感の思いで見つめる芹沢らを背に、ゴジラは人間には目もくれず、咆哮を上げながら海中へと姿を消していったのであった。

## 登場人物
フォード・ブロディ大尉
演 - アーロン・テイラー＝ジョンソン、日本語吹替 - 小松史法
アメリカ海軍の爆弾処理を専門とする部隊の兵士。
医師の妻エルとまだ幼い息子のサムを持つ。少年時代に母のサンドラを日本で起きた原発事故で失ってから、陰謀論に傾倒する父のジョーとは距離を置いていた。しかし、日本でムートーと遭遇した際に父が死亡したことをきっかけにその主張が事実であったことを知り、ゴジラとムートーの戦いに関わっていくことになる。少年期を日本で過ごしたためか、多少の日本語は話せる模様。
幼少期のフォード・ブロディ
演 - CJ・アダムス、日本語吹替 - 青木柚

芹沢 猪四郎（）博士
演 - 渡辺謙、日本語吹替 - 渡辺謙
特別研究機関MONARCH（モナーク）に所属する生物科学者。放射線が生物に与える影響を調査しており、フィリピンで発見された謎の巨大生物の化石と、それに寄生する蛹の謎を追っている。父が広島の原爆投下で被爆しており、劇中では触れられていないが被爆2世であることがうかがえる。
劇中では父の形見である壊れた懐中時計を見せるだけにとどまっているが、渡辺によれば、当初は父の広島での体験をステンツ提督に語るシーンが企画されており、撮影も行われていた。しかし、製作に協力していたアメリカ国防総省がこのシーンに抗議したため、最終的にカットされた。
名前は、1954年版に登場した平田昭彦演じる芹沢大助博士とゴジラシリーズの監督を務めた本多猪四郎に由来する。

ジョー・ブロディ
演 - ブライアン・クランストン、日本語吹替 - 原康義
核物理学者で、フォードの父。日米合弁の原子力発電所「雀路羅原子力発電所」にて技師として働いており、日本語も話せる。大地震による原発事故（真相はムートーの襲撃）により、自分の誕生日に妻サンドラを失う。妻の死後、日米両政府の情報隠蔽を疑い、その原因となった原発事故について日本で英語教師として生計を立てながら単独調査している。羽化したムートーが放射線汚染地域の施設を破壊した際、フォードの目の前で建物の倒壊に巻き込まれて重傷を負い、米軍空母へ搬送されたのちに死亡する。

エル・ブロディ
演 - エリザベス・オルセン、日本語吹替 - 波瑠
サンフランシスコ総合病院救急救命室（ER）勤務の医師で、フォードの妻。病院で働きながらフォードの帰還を待っていたが、サンフランシスコに現れた怪獣たちの戦いに巻き込まれ、シェルターに閉じ込められてしまう。しかし物語終盤、避難所でフォードやサムと再会する。

サム・ブロディ
演 - カーソン・ボルド、日本語吹替 - 櫻井優輝
フォードとエルの息子。サンフランシスコからの避難途中、ゴールデンゲートブリッジでゴジラと米軍の戦闘を目撃する。父の子供時代と同じく、お気に入りのおもちゃは恐竜や兵士のフィギュアである。

ヴィヴィアン・グレアム博士
演 - サリー・ホーキンス、日本語吹替 - 高橋理恵子
MONARCHに所属する古生物学者。芹沢博士の助手。水爆の洗礼を受けながらもその生命を維持するゴジラを地球上の生態系の頂点「神」と呼び、畏怖の念を抱いている。

サンドラ・ブロディ
演 - ジュリエット・ビノシュ、日本語吹替 - 山像かおり
ジョーの妻。夫とともに雀路羅原子力発電所で技師として働いていたが、15年前の大地震によって発生した原発事故に遭遇。放射能汚染の広がりを防ぐための区画閉鎖から間一髪逃れられず、隔壁の向こうのジョーに「フォードを守ってあげて」と言い残し命を落とす。

ウィリアム・ステンツ提督
演 - デヴィッド・ストラザーン、日本語吹替 - 佐々木勝彦
アメリカ海軍第七艦隊司令長官。階級は少将。ゴジラとムートーの殲滅作戦を指揮する。軍人として国民の安全確保に信念を傾けるが、芹沢やグレアムの反対を押して核兵器の使用を決断したため、事態の悪化を招く。劇中ではカットされているが、父はかつて広島投下用の原子爆弾を輸送する任務に関わっていたという設定であった。

ラッセル・ハンプトン大佐
演 - リチャード・T・ジョーンズ、日本語吹替 - 乃村健次
ステンツ提督の副官。核兵器に絶対の信頼を置いており、メガトン級の核爆弾で3怪獣を殲滅できると豪語した。

トレ・モラレス軍曹
演 - ヴィクター・ラサック、日本語吹替 - 櫻井トオル
作戦に使用する核弾頭の輸送を行うアメリカ陸軍の兵士。上官やフォードによく軽口や冗談を言う。

マーカス・ウォルツ少佐
演 - パトリック・サボンギ、日本語吹替 - 根本泰彦
アメリカ海軍少佐。

降下指揮官
演 - ジャリッド・キーソ、日本語吹替 - 阪口周平
降下部隊の指揮官。

マルティネス下士官
演 - キャサリン・ロッホ・ハグクウィスト、日本語吹替 - 鶏冠井美智子
ステンツ提督の部下。通信兵。

タカシ
演 - 山村憲之介、日本語吹替 - 北田理道
ジョーやサンドラが勤める雀路羅原子力発電所の職員。

スタン・ウォルシュ
演 - ゲイリー・チョーク、日本語吹替 - 楠見尚己

ハヤト
演 - ヒロ・カナガワ、日本語吹替 - 山岸治雄
雀路羅原子力発電所の職員。

ウィーラン
演 - ブライアン・マーキンソン、日本語吹替 - 金尾哲夫
MONARCHに所属する科学者。

ジェインウェイ
演 - タイ・オルソン、日本語吹替 - 丸山壮史
MONARCHに所属する科学者。

ハドルストン
演 - アル・サピエンザ
ムートーの研究施設の警備主任。

軍事分析官
演 - テイラー・ニコルズ、日本語吹替 - 佐野史郎
ステンツ提督に核兵器の使用を提案する。
上記のほか、宝田明が日本の入国審査官役でカメオ出演する予定で撮影も行われ、エンドクレジットにも名を連ねているが、そのシーンはカットされた。これについて後年に宝田が明かしたところによれば、彼は渡辺に「お前のところ、1分か2分カットしてもらえば、俺が入るだろう」と茶化した一方、ギャレスから謝られたうえで次にゴジラ映画を作る際には「絶対宝田を出すんだ」と言われたそうである。

## 登場怪獣
ゴジラ / GODZILLA
演 - アンディ・サーキス

### ムートー / M.U.T.O.
ゴジラと同じく、古代ペルム紀に棲息していた巨大生物。名前は、Massive Unidentified Terrestrial Organism（未確認巨大陸生生命体）の略である。三角形の長い頭部、紅く輝く単眼、1対の脚に2対の巨大な腕と、胸部のものより小さい1対の副腕の計4対8本の肢を持つ。
放射線（放射性物質）をエネルギー源とし、核物質に卵を産む性質や、天然の原子炉といえるゴジラの体内に産卵する習性を持つ。ゴジラとは太古の昔から敵対しているが、現代ではゴジラよりも容易にエネルギー源となる核兵器や原子力発電所などが豊富に存在するため、そちらを優先して狙う。肉体はゴジラと比較すれば脆弱であるが、銃火器や戦車砲、対戦車兵器程度では傷一つ付かない。
劇中に登場するつがい2頭のうち、オスはメスよりも体が小さいが、腕の1対が翼となっており、高い飛行能力と戦闘能力を有しており、メスよりも残忍な性質で人間にも攻撃を加える。メスはオスより大柄で、登場時点では腹部に卵を抱えており、四足歩行を行う。産卵が目的で、オス以上に凶暴で人間にも攻撃を加える。互いが遠く離れていてもエコロケーションによって交信できるほか、周辺の軍用機の電子機器や大都市を一時的に無力化させるほどの電磁パルスを体内から発生させる。
1999年に日本の原子力発電所で原発事故を起こし、フィリピンで発見されたゴジラと同種の生物の骨に卵を産み付け、放射性物質を15年にわたって吸収・成長し、2014年に繭から羽化した。その後、ロシアの原潜を襲って放射線を求めて水爆ミサイルを奪い、ハワイオアフ島に上陸した後はアメリカ・ネバダ州の核廃棄場に保管されていた卵から羽化したメスとサンフランシスコで合流し、チャイナタウン付近に巣を作る。人間からオスが奪った核弾頭周辺に産卵後、オスの飛行能力とメスの肉弾戦による連携攻撃でゴジラを劣勢に追い込むが、フォードたち米軍特殊部隊によって巣から核弾頭を奪還され、さらにはフォードの機転で巣を爆破されたことに動揺したメスが戦闘を中断したことによって形勢が逆転。オスは背後からゴジラに襲い掛かろうとしたところゴジラの尾の一撃で高層ビルへ叩き付けられ、身体中をビルの破片が貫通して死亡する。
その後、メスは核弾頭を奪還した特殊部隊に執着して部隊を壊滅させ、最後に生き残ったフォードが核弾頭を船に乗せてサンフランシスコ沖合へ運び出そうとしたところを追い詰めるが、フォードと核弾頭に執着したことが災いして背後からゴジラに組み伏せられ、最期は無理やりこじ開けられた口内へ放射熱線を放射されて首が焼き切れ、死亡する。
続編の『ゴジラ キング・オブ・モンスターズ』では、ゴジラに切断されたメスの頭部がモナーク第54前哨基地に保管された状態で登場する。また、モナーク職員によって、サンフランシスコでの生殖を記録したドキュメンタリー映像が製作されているが、なぜかオスとメスが顔を擦り合わせるシーンがモザイク処理されている。
- ゴジラシリーズ初の海外オリジナル怪獣である[45]。

## 登場兵器・メカニック

### 銃器・火砲
- M9拳銃
- M4A1 カービン
- 56式自動歩槍
- 89式5.56mm小銃
- M2重機関銃
- FN MAG機関銃
- H&K MP5A3短機関銃
- M136無反動砲
- Mk19 自動擲弾銃

### 車両
- M1A2 エイブラムス戦車
- クーガー装甲車
- ストライカー装甲車
- ハンヴィー
- M939 5tトラック

### 艦船
- ニミッツ級航空母艦「サラトガ」
- タイコンデロガ級ミサイル巡洋艦
- アーレイ・バーク級ミサイル駆逐艦
- インディペンデンス級沿海域戦闘艦
- 原子力潜水艦「ノーチラス」（オープニング）
- アイオワ級戦艦「ミズーリ」（オープニング）
- アクラ型原子力潜水艦
- 伊号第一潜水艦（オープニング）

### 航空機
- C-17 グローブマスターIII
- F-35 ライトニング
- F/A-18E スーパーホーネット
- AH-64D アパッチ・ロングボウ
- CH-47 チヌーク
- SH-60 シーホーク
- UH-1 イロコイ
- UH-1N ツインヒューイ
- UH-60 ブラックホーク
- A109
- H-13 スー（オープニング）
- H-21 ワークホース（オープニング）

## スタッフ
- 監督 - ギャレス・エドワーズ
- 製作 - トーマス・タル、ジョン・ジャシュニ、メアリー・ペアレント、ブライアン・ロジャーズ
- 製作総指揮 - パトリシア・ウィッチャー、アレックス・ガルシア
- エグゼクティブプロデューサー - 坂野義光、奥平謙二
- ストーリー - デヴィッド・キャラハム
- 脚本 - マックス・ボレンスタイン
- 撮影監督 - シーマス・マッガーヴェイ
- 特殊視覚効果 - ムービング・ピクチャー・カンパニー、ダブル・ネガティブ、WETAデジタル
- VFXスーパーバイザー - ジム・ライジール
- VFXプロデューサー - アレン・マリス
- VFXアドバイザー - ジョン・ダイクストラ
- サウンドデザイン - エリック・エーダール、イーサン・ヴァン・ダー・リン
- 音楽監督 - デイヴ・ジョーダン
- 音楽 - アレクサンドル・デスプラ
- プロダクションデザイナー - オーウェン・パターソン
- 衣装デザイン - シャレン・デイヴィス
- 編集・プロデューサー補 - ボブ・ダクセイ
- 編集応援 - ロン・ローズン
- 日本語版スタッフ
  - 吹替演出 - 三好慶一郎[46]
  - 吹替翻訳 / 字幕翻訳 - 川又勝利[46]
  - 制作 - 東北新社[46]

## 製作

### 企画
2004年の『ゴジラ FINAL WARS』公開時に、東宝は今後しばらくはゴジラ映画を製作しないことを発表し、それまで数々のゴジラ映画などの海上シーンで使用した東宝大プールを解体した。『ゴジラ対ヘドラ』（1971年）の監督である坂野義光は東宝から同作を基としたIMAX 3Dによる短編映画「ゴジラ」の製作権を獲得したものの、出資者を得られなかった。その後の2007年、坂野はアメリカのプロデューサーのブライアン・ロジャースと会い、プロジェクトに取り組むことを計画した。ロジャースは2009年にレジェンダリー・ピクチャーズに話を持ちかけ、長編映画を製作するプロジェクトへと移った。
2009年8月、レジェンダリーが東宝と共同で新しいアメリカ版『ゴジラ』を製作して2012年に公開されると報じられ、そして2010年3月29日、レジェンダリーがゴジラの権利を獲得していたことが表面化した。レジェンダリーはワーナー・ブラザースと共同製作・共同出資し、シリーズをリブートすることを発表した。『GODZILLA』（1998年）を製作したトライスター ピクチャーズは2003年に製作権が期限切れとなったため、本作品には関与していない。レジェンダリーは『GODZILLA』に登場した「イグアナに似た巨大生物」ではなく、オリジナルのゴジラに近い新作を計画した。レジェンダリー・ピクチャーズ会長兼CEOのトーマス・タルは、「ゴジラは世界でも有数のポップカルチャー・アイコンであり、我々もその一ファンとして、ファンが見たいと思う映画を作りたいと考えている」と説明した。プロデューサーとしてダン・リン、ロイ・リー、ダグ・デイヴィソン、レジェンダリーのタル、ジョン・ジャシュニがロジャーズ、坂野と共にプロジェクトに加わった。
2010年9月にユニバーサル・ピクチャーズで行われた「3Dサミット」において、ブライアン・ロジャーズは2012年の公開を計画していることを明らかにした。リブート版はフルCGによるゴジラが登場する実写作品で、ゴジラは他の怪獣と対決せず、『GODZILLA』と同じく軍隊と戦うことになる構想であった。また、ロジャーズは当時インターネット上に出回っていた、レジェンダリーが作成して東宝に送ったと噂されているゴジラの頭像は偽物であり、単にファンが作ったものであることを確認した。さらにロジャーズは、レジェンダリー側は『バットマン ビギンズ』と同じ方法によるゴジラの復活を望んでいることを明かした。
2010年10月、『Latino Review』誌により、ゴジラ・プロジェクトに関する2つの噂が報道された。1つはギレルモ・デル・トロが監督を打診されたというもので、後にデル・トロ本人が否定した。もう1つは、レジェンダリーがトラヴィス・ビーチャム脚本による『パシフィック・リム』と題された企画に取り組んでおり、それはゴジラ映画を基として使い、「邪悪な怪物が地球を脅かす未来を舞台とし、地球人たちが団結し、高度な技術を駆使して戦う」という内容であった。しかしその後、『Latino Review』誌はこの報道を撤回した。
2010年10月14日、『HitFix』の芸能ニュースやその他のメディアにより、デヴィッド・キャラハムが脚本を書くことが報じられた。
2011年1月4日、『ハリウッド・リポーター』誌により、イギリスのギャレス・エドワーズが監督を打診されていること、また、既にデヴィッド・キャラハムは脚本作業から手を引いていたことが報じられた。2011年1月12日、エドワーズはティムール・ベクマンベトフと共同で取り組んだ脚本を含むいくつかのアイデアに集中していることを明した。エドワーズとの契約が発表された際、キャラハムによる第1稿が書き直されることも発表された。
2011年7月、デヴィッド・S・ゴイヤーが脚本の書き直しに参加し、同年11月にはさらにマックス・ボレンスタインがゴイヤーの脚本を完成させるために雇われた。
2012年9月、レジェンダリー・ピクチャーズは2014年5月16日に3DおよびIMAX 3Dで劇場公開することを発表した。日本では東宝、その他の国々ではワーナー・ブラザースが配給する。また、それと同時にレジェンダリー・ピクチャーズはアレックス・ガルシアとパトリシア・ウィッチャーをエグゼクティブ・プロデューサー（製作総指揮）に追加した。2012年10月、レジェンダリーはドリュー・ピアースが脚本の最終稿を研磨し、スタジオがキャスティングするつもりである俳優に合わせて主要キャラクターの年齢を調整した。
2013年1月6日、プロデューサーのリンとリーがプロジェクトから離脱した。『ハリウッド・リポーター』によると、両者は金銭面およびクリエイティブ面でスタジオと意見が食い違っていた。1月9日、リン、リー、デイヴィソンを訴えた。訴状によるとレジェンダリーは契約に従って違約金を支払って3人を解雇しようとしたが、彼らはそれに従わなかった。一方で3人は契約の無効を主張し、賠償金の支払いを求めた。
2013年1月7日、フランク・ダラボンが追加で脚本を執筆し、メアリー・ペアレントがプロデューサー陣に加わることが報じられた。ダラボンはインタビューで、「『ゴジラ』を見て我々が学んだことは、ゴジラが広島と長崎の原爆、そして当時我々アメリカ人が行った核実験のメタファーであるということだ」と答え、今回のゴジラを「自然が生み出した驚異」として描くと説明した。映画には「非常に魅力的な人間ドラマ」が追加され、ゴジラはオリジナルの原子爆弾でなく「別の現代的な問題」を踏まえたものとなるとのこと。1月9日、ワーナー・ブラザースはゴジラ以外にも2体の怪獣を登場させるつもりであり、プロットは個人の兵士を中心に展開されることが報じられた。
2013年1月7日、2012年秋にジョセフ・ゴードン＝レヴィットへ出演の話が持ちかけられるも断られており、ヘンリー・カヴィル、スクート・マクネイリー、ケイレブ・ランドリー・ジョーンズが主演候補となっていることが報じられた。1月10日、レジェンダリーは主演候補として他にアーロン・テイラー＝ジョンソンにも興味を抱いていることが報じられた。さらにブライアン・クランストンとエリザベス・オルセンも出演の話が来ていることが報じられた。2013年の英国アカデミー賞授賞式にて、オルセンは関与を認めた。さらに、ジュリエット・ビノシュとデヴィッド・ストラザーンが契約を交わした。2013年3月18日、渡辺謙の参加が発表された。同日には宝田明のカメオ出演も発表された。スタッフは、宝田の出演を「今回の作品を、オリジナル版『ゴジラ』と象徴的につないでくれるもの」と語っている。2013年4月5日にはサリー・ホーキンスの出演が報じられた。
撮影中に行われたインタビューでブライアン・クランストンは、「今作の描き方はスティーヴン・スピルバーグの『ジョーズ』に似ていて、ゴジラの姿を大っぴらにさらけ出すのではなく、その存在感を暗示して、ほのめかすことで観客が恐怖を覚えるような演出がされている」と答えた。
エドワーズも『ジョーズ』を意識したことを述べており、自身が子供のころに観た1970年代から1980年代のモンスター映画に立ち返ることを目指したと語っている。一方、日本の怪獣映画からの影響は認めつつも、過去のゴジラシリーズの具体的なオマージュは行っていないとしており、怪獣映画を観て育った者たちの共通言語が滲み出たのかもしれないと述べている。
日本公開を控えて行われたラジオ『渡辺謙 ゴジラを語る』に出席した渡辺によれば、撮影を終えた結果4時間を超える内容になってしまったため、原爆を語るシーンや登場人物たちの背景などが大幅にカットになってしまった模様。
なお、本作品が製作される以前の2012年ごろには、クエンティン・タランティーノが「ゴジラ（巨大トカゲ）が支配する世界」を描く映画化を構想していたという。

### 撮影

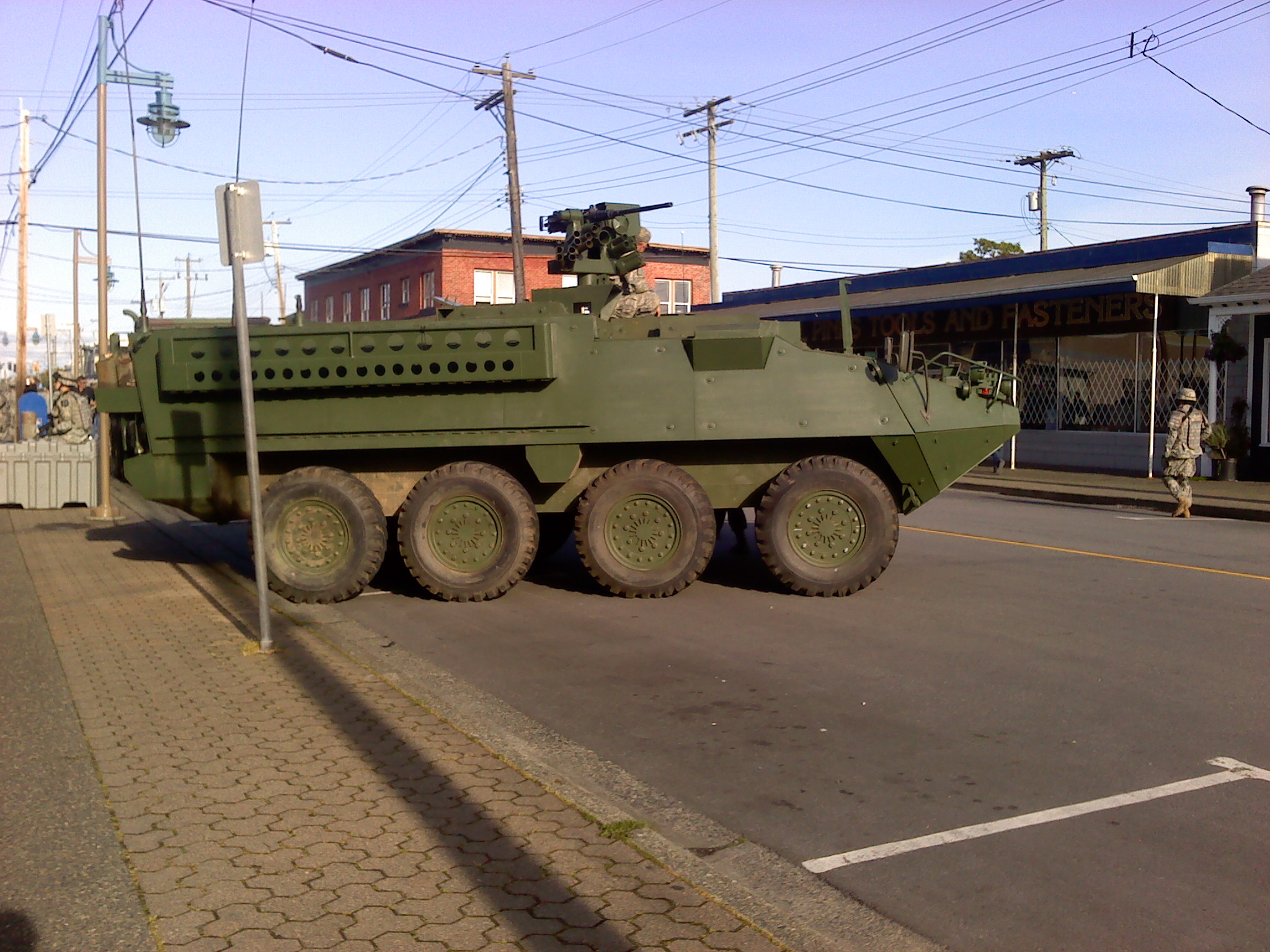
撮影のために制作された、ストライカー装甲車のモックアップ

撮影は、2013年3月18日にバンクーバー島のナナイモ周辺で始まり、6月30日にはハワイのホノルルでの撮影などを経て、2013年7月18日にクランクアップした。しかし、2014年3月10日に『森田一義アワー 笑っていいとも!』（フジテレビ）に出演した渡辺謙によれば、クランクアップ後も再撮影が続けられていたという。
撮影監督はシェイマス・マクガーヴェイが務めている。
撮影にはArri Alexaのカメラが使用され、一部のシーンでは1960年代前半のビンテージレンズが使用された。

### 視覚効果
視覚効果は、『ロード・オブ・ザ・リング3部作』にてアカデミー視覚効果賞の受賞経験を持つジム・ライジールが担当する。着ぐるみを用いる日本版と異なり、モーションキャプチャを用いたCGでゴジラを描いている。エドワーズによれば、当初はキーフレームアニメーションを主体としていたが時間が足りずモーションキャプチャを取り入れたといい、また本音では着ぐるみとミニチュアでも撮影を行いたかったとも語っている。

### 音楽
映画音楽には、アレクサンドル・デスプラが起用された。デスプラはNHK BSプレミアムのテレビ番組『音で怪獣を描いた男〜ゴジラVS伊福部昭〜』でのインタビューに際し、オリジナル版の音楽を多く担当した伊福部昭にも触れて「伊福部の音楽を学ばずして、ゴジラという存在を表現することはできない」と敬意を表している。

## プロモーション
2012年7月、アメリカのサンディエゴで開催されたコミコン2012にて1分強のフッテージが予告なしに公開された。上映後、エドワーズは監督を任されたことについて「責任は十分承知している」とコメントし、「（ゴジラによるパニックが）実際に起きたらどうなるか、現実的に描きたい」と語った。
2013年7月20日にサンディエゴ・コミコン2013にて『ゴジラ』のパネルディスカッションが行われ、監督のギャレス・エドワーズ、出演者のアーロン・テイラー＝ジョンソン、エリザベス・オルセン、ブライアン・クランストンが登壇し、新たなフッテージの公開やファンとの質疑応答が行われた。エドワーズは、「プレッシャーは自ら課してしまったものだと思う。というのも、これこそ（自分が）やりたかったことだから。この作品が東宝のゴジラの一部になってほしいと思う。これこそ本物のゴジラ映画だ、といわれるように」とコメントした。また、撮影のためにカナダへ入国する際、エドワーズは作品の説明に「ノーチラス」というコードネームを使ったが、それでは不十分で『ゴジラ』の監督であることを説明すると、入国審査官たちに「絶対に変なもんつくるなよ!」と言われ、彼らと20分もの間、どうしたら良いゴジラ映画が撮れるかについて語りあったという。東宝からも「これまでの『ゴジラ』映画のレガシーを受け継ぐ作品にして欲しい」と言われたという。
2013年12月9日に開設されたヴァイラル・サイトでは数本のビデオ・クリップが公開され、同月11日に第1弾予告が公開された。
2014年2月28日には、ドイツのハンブルクにて本編の冒頭20分のフッテージが公開された。出席していたエドワーズは質疑応答の際に『GODZILLA』（1998年）について質問されたところ、「本当のゴジラ映画ではない」と断言した。また、エドワーズは質疑応答の最後に「ゴジラのような怪獣映画を見たい時、人間の闘いなんて見たいとは思わない」と語った。
2014年3月12日にはアメリカのサウス・バイ・サウスウエストにて新フッテージ映像が上映され、上映終了後に会場は拍手喝采に包まれたという。上映前と後にエドワーズへのインタビューが行われ、エドワーズはFacebook上でファンとの一問一答の交流を行った。このインタビューで、エドワーズは「優れたSF作品に共通するのは、作品が2つの事柄で構成されていることだと思うんだ。1つは、ただただ面白いこと。1つのエンターテイメント作品として怪獣の闘いを観たいという観客の思いに答えることだね。でも別の事柄として物語の背後に隠れた意味というかその『ポイント』を、説教臭くしないで伝えることも重要なんだ。そのためにはいくつかの視点で映画を語る必要がある」と答えた。
2014年3月28日にはヴァイラルサイトにて、登場人物の情報が公開された。
2014年4月にはゴジラの背後に赤と白の集中線をあしらったプロモーション用ポスターが公開されたが、韓国で「旭日旗を連想させる」との抗議があり、ワーナー・ブラザース・コリアは謝罪したうえで同ポスターを他国でも今後一切使用しないことを明言した。その後、このポスターの画像は公式サイトやFacebookからも削除された。
2014年5月8日にはアメリカ・ロサンゼルスのドルビー・シアターでワールドプレミアが開催され、妻（当時）の南果歩を伴った渡辺謙をはじめ出演者とエドワーズが登壇した。本会場での上映は『ゴジラ』シリーズ史上初のことであり、渡辺やエドワーズらは作品ともども観客から喝采をもって迎えられた。なお、渡辺は劇中における「ゴジラ」の発音について、撮影の際にエドワーズらスタッフから英語調の発音を依頼されたが、日本人としてのこだわりから頑なに拒否し、日本語のままに発音したことを明かしている。エドワーズも喜ぶ観客を見て、渡辺の表情や演技ともども称賛を贈っている。
2014年6月5日にはゴジラ60周年と本作品の公開を記念して東宝スタジオの壁面にゴジラの巨大壁画が登場し、落成式には宝田明とエドワーズが来場した。アメリカで本作品を二度観賞した宝田は、「観客が、ゴジラが現れるのをいまかいまかと待っているのをひしひしと感じるんです。そして、ゴジラが出てくるとウワァーって拍手が沸き起こってビックリしました。何でこんなに愛されているんだろう？ と涙が出てきました」と感激を口にしていた。エドワーズは「日本でヒットするまでは祝福はできないよ」と慎重な姿勢をしながらも、「続編のオファーが来たらメガホンを握りたいか?」という質問には「YES!」と即答した。その際に『ゴジラ』シリーズから起用したい怪獣を尋ねると「キングギドラかラドンかな？」と楽しそうに思いを巡らせていた。
2014年7月10日には東京国際フォーラムでジャパンプレミアが開催され、渡辺をはじめ、宝田、エドワーズ、日本語吹替版の声優を務める波瑠に加え、1984年版に出演した武田鉄矢、サッカー選手の澤穂希、アマチュアレスリング選手の吉田沙保里、元フィギュアスケート選手の安藤美姫、ファッションモデルの蛯原友里や押切もえらが登壇して舞台挨拶が行われたほか、元プロ野球選手の松井秀喜からのビデオメッセージが紹介された。

## 公開
2014年5月16日に全米公開。日本では同年7月25日公開。キャッチコピーは、「世界が終わる、ゴジラが目覚める。」。

### 興行収入
初日興行収入は3,850万ドル（約39億円）に達し、世界オープニング興行収入1位の1億9,621万ドル（約196億円）。2014年6月23日時点で、アメリカ合衆国で1億9,291万ドル、全世界で4億7,731万ドルを売り上げている。全米では初日興行収入が3,850万ドルに達して、『キャプテン・アメリカ/ウィンター・ソルジャー』の3,690万ドルを上回り、2014年の初日興行成績の最高記録を塗り替えた。
日本では7月25日から全国427のスクリーンで公開され、同月26日、27日の土日2日間で33万9,048人を動員し、興行収入5億844万9,700円を記録し、映画観客動員ランキング（興行通信社調べ）で初登場第1位となった。最終的な興行収入は32億円となり、第3期ゴジラシリーズ（ミレニアムシリーズ）で最大のヒットになった『ゴジラ・モスラ・キングギドラ 大怪獣総攻撃』の27.1億円を上回った。観客動員数は218万人を記録。

### 評価
映画監督のジョー・ダンテは本作品を「1954年版以来最高のゴジラ映画だ」と称賛した。Rotten Tomatoesには278件のレビューがあり、74%の支持を受けている。New York Magazineのマット・ゾラー・サイツは4ツ星満点中3.5を付け、「巨大怪獣の破壊の進行よりも、小さな人間がその進行をはるか遠くかテレビの出来事のように見ていることに興味を惹かれる」と語っている。
日本においてゴジラシリーズや特撮に関わった面々も高い評価をしている。『ゴジラ・モスラ・キングギドラ 大怪獣総攻撃』（2001年）の監督を務めた金子修介は「映画は監督を選ぶことから始めたほうが良いものなのですよ。この映画、監督選択に成功した例でありましょう」とコメントしている。ミレニアムゴジラ作品の監督を務めた手塚昌明は「『畜生！やりやがった！……でも、正直、羨ましい。』というのが素直な感想です」と語っている。平成ゴジラ作品の特技監督を務めた川北紘一は「ゴジラとムートーの戦いは、ちゃんとやっていたと思います。ゴジラも恐竜の延長じゃなくて、怪獣として描いているので、そのあたりは良かったんじゃないかな」とコメントしている。昭和ゴジラ作品の特技監督を務めた中野昭慶は今作の3D制作について語り、「手前と奥とのカットバックや、全体のバランス、ドラマの作り方も徹底して3Dを研究している」と話した。後に『シン・ゴジラ』（2016年）の監督を務める樋口真嗣は、本作品は従来の日本のゴジラシリーズに多かったゴジラを核の申し子として描く原理主義的なものを全否定し、ゴジラのヒーロー性や怪獣対決など東宝チャンピオンまつりを全肯定している点が面白く、それでいながらリアルな視点で描けていることを評価している。ゴジラシリーズでデザインを手がけた西川伸司も、本作品はチャンピオンまつりのゴジラだと解釈している。他方、平成ガメラシリーズの造形やウルトラシリーズの監督を務めた原口智生は、後半はチャンピオンまつりになっているものの、人間の動きや怪獣との絡みなど映画の構造として第1作目に対して誠実に作っていると評している。
一方、イギリスの新聞『ガーディアン』は「日本のゴジラに込められていた反核の風刺が、この映画では滑稽なほど弱まっている腹立たしいリブートだ」と批判している。ワシントン・ポストはアーロン・テイラー＝ジョンソンの演技について、「ハリウッド映画のステレオタイプの肉体派俳優に成り下がってしまった」と評している。

### 受賞・ノミネート
| 映画賞                                           | 部門                                             | 対象 | 結果       | 出典    |
| ------------------------------------------------ | ------------------------------------------------ | --- | ---------- | ------- |
| ゴールデン・トレーラー賞                         | ブロックバスター・トレーラー賞                   | 「Ravaged/Event」 | 受賞       | [ 123 ] |
| ゴールデン・トレーラー賞                         | アクションTVスポット賞                           | 「Fight」 | ノミネート | [ 123 ] |
| ゴールデン・トレーラー賞                         | ブロックバスターTVスポット賞                     | 「Fight」 | 受賞       | [ 123 ] |
| ゴールデン・トレーラー賞                         | インターナショナル・ポスター賞                   | GODZILLA ゴジラ | 受賞       | [ 123 ] |
| ゴールデン・トレーラー賞                         | ブロックバスター・ポスター賞                     | GODZILLA ゴジラ | 受賞       | [ 123 ] |
| ティーン・チョイス・アワード                     | アクション賞                                     | GODZILLA ゴジラ | ノミネート | [ 124 ] |
| ティーン・チョイス・アワード                     | ブレイクアウト・スター賞                         | エリザベス・オルセン | ノミネート | [ 124 ] |
| ティーン・チョイス・アワード                     | ヒステリー賞                                     | ゴジラ | ノミネート | [ 124 ] |
| ハリウッド・プロフェッショナル・アソシエーション | 音響賞                                           | エリック・エーダール、イーサン・ヴァン・ダー・リン、ティム・ルブラン、グレッグ・ランデカー、リック・クライン                                                                  | ノミネート |         |
| ワールド・サウンドトラック・アワード             | サウンドトラック・コンポーサー・オブ・ザ・イヤー | アレクサンドル・デスプラ （『グランド・ブダペスト・ホテル』『Marius』『ミケランジェロ・プロジェクト』『あなたを抱きしめる日まで』『毛皮のヴィーナス』『ケープタウン』と同時） | 受賞       |         |
| 第2回ジャパンクールコンテンツ貢献者表彰          | 第2回ジャパンクールコンテンツ貢献者表彰          | アレックス・ガルシア | 受賞       | [ 125 ] |
| 第8回ヒューストン映画批評家協会賞                | ポスター賞                                       | GODZILLA ゴジラ | ノミネート |         |
| 第38回日本アカデミー賞                           | 優秀外国作品賞                                   | GODZILLA ゴジラ | 受賞       | [ 126 ] |
| 第41回サターン賞                                 | SF映画賞                                         | GODZILLA ゴジラ | ノミネート | [ 127 ] |
| 第41回サターン賞                                 | 音楽賞                                           | アレクサンドル・デスプラ | ノミネート | [ 127 ] |

## 続編
『ハリウッド・リポーター』誌は、ワーナーとレジェンダリーが3部作構成での続編を企画していることを報じた。その後、コミコン2014にて、続編2作目にはゴジラの他にラドン、モスラ、キングギドラを登場させることが発表された。2018年6月8日に全米公開予定となっていたが、2019年3月22日に公開が延期された。また、続編3作目ではキングコングとの対決が描かれることが決定した。

## Blu-ray/DVD
日本国内では東宝よりBlu-ray DiscとDVDが発売。海外ではワーナー・ブラザースが販売。
- Blu-ray
  - GODZILLA ゴジラ[2014] 完全数量限定生産 5枚組 S.H.MonsterArts GODZILLA[2014] Poster Image Ver.同梱 品番：TBR-25052D 発売日：2015年2月25日[133]
  - GODZILLA ゴジラ[2014] 3D&2D3枚組 品番：TBR-25053D 発売日：2015年2月25日[133]
  - GODZILLA ゴジラ[2014] 2枚組 品番：TBR-25054D 発売日：2015年2月25日[133]
  - GODZILLA ゴジラ[2014]〈東宝Blu-ray名作セレクション〉 品番：TBR-26099D 発売日：2016年6月15日
  - GODZILLA ゴジラ[2014] 4K Ultra HD Blu-ray 品番：TBR31165D 発売日：2021年5月12日
- DVD
  - GODZILLA ゴジラ[2014] 2枚組 品番：TDV-25055D 発売日：2015年2月25日[133]
  - GODZILLA ゴジラ[2014]〈東宝DVD名作セレクション〉 品番：TDV-26100D 発売日：2016年6月15日[134]

## 関連商品
ガイドブック
『GODZILLA ゴジラ OFFICIAL BOOK』（2014年6月30日刊行、ビジネス社）ISBN 4828417613
ノベライズ
『ゴジラ』（2014年7月25日刊行、著：グレッグ・コックス/訳：片桐晶/刊：角川書店）ISBN 4041020700
コンセプトアート
『GODZILLA ゴジラ アート・オブ・デストラクション』（2014年7月25日刊行、著：マーク・コッタ・ヴァズ/富原まさ江・平林祥/刊：小学館集英社プロダクション） ISBN 4796875158
コミック
『ゴジラ:アウェイクニング〈覚醒〉』（2014年7月25日刊行、著：マックス・ボレンスタイン、グレッグ・ボレンスタイン/刊：ヴィレッジブックス）ISBN 4864911509
本作品の前日章にあたる内容で、劇中に登場する芹沢博士の父親が主人公。「モナーク機関」創設の経緯やゴジラが現代に覚醒した理由などが明らかになる。また、ムートーとは別の「死の群れ」（シノムラ）という名の怪獣が登場する。
サウンドトラック
『GODZILLA ゴジラ オリジナル・サウンドトラック（日本盤）』（2014年7月23日発売、Sony Music Japan International SICP-4174）
日本盤のみリバーシブルジャケット仕様で、ボーナストラックに「GODZILLA 2014 ROAR（ゴジラの咆哮2014）」が収録されている。

## テレビ放送
| 回数 | テレビ局   | 番組名（放送枠名） | 放送日        | 放送時間      | 放送分数 | 視聴率 | 備考                                                                 |
| ---- | ---------- | ------------------ | ------------- | ------------- | -------- | ------ | -------------------------------------------------------------------- |
| 1    | 日本テレビ | 金曜ロードSHOW!    | 2015年9月25日 | 21:00 - 22:54 | 114分    | 11.3%  | 地上波初放送                                                         |
| 2    | 日本テレビ | 金曜ロードSHOW!    | 2016年7月29日 | 21:00 - 22:54 | 114分    | 10.4%  | 『シン・ゴジラ』の公開を記念する形で二度目の放送。                   |
| 3    | フジテレビ | 土曜プレミアム     | 2020年6月20日 | 21:00 - 23:10 | 130分    | 8.7%   | 「2週連続巨獣SP!!」と題して『キングコング:髑髏島の巨神』と連続放送。 |

- 視聴率はビデオリサーチ調べ、関東地区・世帯・リアルタイム。

## その他
- フォードとジョーが、雀路羅市のかつての住まいを訪れるシーンに「MOTHRA（モスラ）」と書かれた水槽が登場する。手書きの筆跡のMOTH（蛾）と、活字体のRAが重なって「MOTHRA」と読めるようになっている。
- 冷戦期に撮影された記録映像を多数織り交ぜたモキュメンタリーの体裁を採るメイン・タイトルは、カイル・クーパーとPrologue Filmsがデザインしたもの。自身ゴジラの大ファンというクーパーは日本版シリーズ28作の『ゴジラ FINAL WARS』でもタイトルデザインを手掛け、10年ぶり・2作目のゴジラシリーズ参加となる。本作品でも見どころの一つと言えるが、地上波放映ではタイトル部分はカットされた。
- このタイトルはジョークの要素もあり、ソフト版をコマ送りで調べて初めて分かるほどのものながら、ブライアン・クランストンの名前が表示される際一瞬だけ「ウォルター・ホワイト」の名前があり、ギャレス・エドワーズ監督の名前に続き『モンスターズ/地球外生命体』のタイトルも付く。さらに「ワーナーブラザースとレジェンダリー・ピクチャーズが贈る、大災害と大惨事の物語」「潜水艦で現地を捜索したサリー・ホーキンス」、「ビキニ島地表で1メガトンで爆発した渡辺謙」、「イルミナティが生物の研究目的で秘密裏に設置したプロダクション・デザイナーのオーウェン・パターソン」、「火を吐くトーマス・タル」などのクレジットがある。一連の文章を繋げると、本編以前に起こったゴジラ発見から核爆弾使用までの顛末を記した内容となる。